# لورن اولیور
لورن اولیور (انگلیسی: Lauren Oliver؛ زادهٔ ۸ نوامبر ۱۹۸۲) نویسنده ادبی و پدیدآور اهل ایالات متحده آمریکا است.